# Nelloptodes gretae
Nelloptodes gretae (Darby, 2019) è un coleottero della famiglia dei Ptiliinae.
Descritto nell'ottobre 2019 da Michael Darby ricercatore del Natural History Museum di Londra, il suo epiteto specifico è dedicato all'attivista Greta Thunberg.
Nelloptodes gretae è caratterizzato dall'assenza di occhi e ali e dalle dimensioni contenute (0,79 mm). È stato rinvenuto in Kenya e vive nella lettiera nutrendosi di ife fungine e spore.